# Pierre Le Moyne d'Iberville
Pierre Le Moyne d'Iberville et d’Ardillières (16 de julio de 1661, Ville-Marie (hoy Montreal), Canadá-9 de julio de 1706, La Habana, Cuba) fue un marino, comerciante, militar, explorador y administrador colonial canadiense en una época cuando Canadá era todavía una de las tres regiones de la Nueva Francia. Hombre de acción, se sabe que luchó eficazmente contra el ejército británico durante la mayor parte de su vida, destruyendo varias colonias enemigas, además de fundar fuertes y participar en la exploración de América del Norte. Se considera el fundador de la colonia francesa de la Luisiana, en la Nueva Francia, y de las ciudades de Biloxi (hoy Misisipi) y Mobile (Alabama).

## Primeros años
Pierre Le Moyne nació en Ville Marie, hoy Montreal, Canadá, probablemente el 16 de julio de 1661. Era hijo de Charles Le Moyne, señor de Longueil (en Canadá), y de Catherine Thierry llamada Primot, ambos nacidos en Francia, el primero cerca de Dieppe (Sena Marítimo) y la segunda en Ruan, que emigraron a Canadá antes del nacimiento de Pierre. Fue el tercero de once hermanos, la mayoría de los cuales fueron soldados y algunos de ellos destacados: Jacques Le Moyne de Sainte-Hélène, condujo tropas en las guerras franco-indias; Charles le Moyne de Longueuil, barón de Longueuil, fue gobernador de Montreal; y Jean-Baptiste Le Moyne de Bienville, fundó la ciudad de Nueva Orleans, en Luisiana, hoy Estados Unidos de América. 
Pierre estaba destinado al sacerdocio, según el deseo de sus padres. Rehusando ese camino y sediento de aventuras, a la edad de 12 años, en 1673, se embarcó como grumete a bordo del velero La Jeannette, que pertenecía a su tío Jacques y partió hacia la Habitation de Port-Royal, en Acadia (hoy sitio histórico de Port Royal, en el condado de Annapolis, en Nueva Escocia, Canadá).
En 1676, tras una ausencia de 3 años, volvió a Montreal. Sus padres comprendieron que jamás sería sacerdote y le perdonaron. Su padre le pidió que acompañara al señor Benoît Belhumeur, uno de sus socios, junto con un pequeño grupo para comerciar con pieles a Sault Ste. Marie (hoy Ontario), cerca de la costa este del lago Superior.  Allí adquirió probablemente sus conocimientos sobre la navegación en canoas en un entorno salvaje. A los diecisiete años, se embarcó en L’Esterlet, un bergantín de dos mástiles que pertenecía a su padre, tras haber sido nombrado timonel y contramaestre. En Gaspé, le propusieron ser suboficial en el Aunis, un navío del rey de tres mástiles que hacía la travesía entre Francia y la Nueva Francia.

## Conquista de la bahía de Hudson

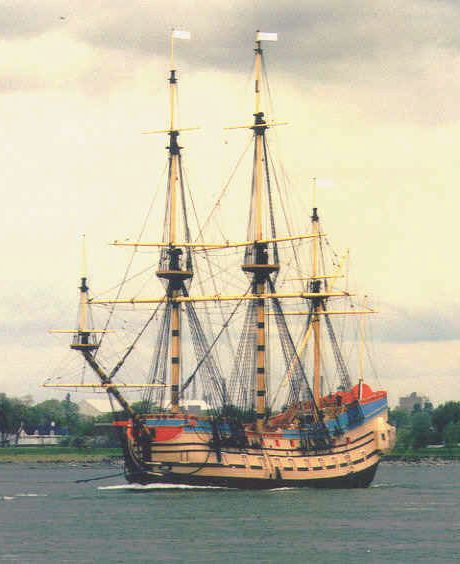
Réplica del Pélican, el barco con el que capturó la factoría de York por segunda vez

La Compañía de la Bahía de Hudson era una compañía inglesa dedicada al comercio de las pieles que había sido fundada en 1670. Obtenía pieles de la región de Quebec y amenazaba además con expandirse a otras regiones del territorio francés. Para oponerse a ella los franceses crearon en 1682, la Compagnie du Nord. En 1686, el agresivo Jacques-René de Brisay, marqués de Denonville, gobernador general, se propuso echar de allí a los ingleses aun cuando Francia y Gran Bretaña estaban en paz. En ese año 1686 comenzó Iberville su carrera militar a las órdenes de Pierre de Troyes, caballero de Troyes, en la bahía de Hudson, para entonces ya cadete de la marina real, muy buen canoero y hábil en la maniobra naval. Junto a sus hermanos Paul y Jacques condujo a la bahía a una fuerza de cien hombres, más guías indios, en treinta y cinco canoas y veintisiete trineos tirados por perros, teniendo por misión remontar las aguas del río Ottawa para llegar a la bahía de James. Tuvo una participación heroica en la captura del fuerte ubicado en la factoría Moose. Debido a los bríos de su hermano Pierre, tomaron en fuerte Monsoni (rebautizado fuerte San Luis), el fuerte Rupert y la barca inglesa Craven. Iberville comenzó sus conquistas a bordo de su navío Pélican, capturando Fort Severn, situado en la desembocadura del río del mismo nombre, en la bahía de Hudson. Esta ciudad era un centro comercial francés desde 1689 y un fuerte desde 1690. El fuerte y la ciudad debieron ser reconstruidos entre 1750 y 1759. Esta ciudad es el establecimiento europeo más antiguo de Ontario.
Como resultado final los franceses tomaron los tres puestos de la bahía de James, dejando a los ingleses sólo la factoría de York, que estaba lejos hacia el noroeste y era inaccesible por tierra. El caballero de Troyes partió en agosto del mismo año dejando a Iberville al mando con 40 hombres. En el verano siguiente, al no llegar provisiones, Iberville dejó 12 hombres en los fuertes y se dirigió a Quebec. Luego partió a Francia donde hizo gestiones en favor de la Compagnie du Nord y obtuvo, con el grado de capitán de fragata, el mando del Soleil d’Afrique, retornando a la bahía de James en el verano de 1688. Allí, en la batalla de Fuerte Albany,  capturó tres buques ingleses de la Compañía de la Bahía de Hudson que estaban intentando restablecer posiciones inglesas en la bahía.
De vuelta a Quebec, actuó en la Primera Guerra Intercolonial o (como la llaman los ingleses) la Guerra del Rey Guillermo y fue en ella enviado al sur para atacar a las colonias británicas como se comenta más abajo. En julio de 1690, dejó Quebec con tres barcos con la intención de capturar la factoría de York. Al encontrarse bajo la superior capacidad de fuego de un navío inglés de mayor porte,  navegó hacia el sur y capturó nuevamente la base de la compañía inglesa, Fort Severn, en el río Severn (norte de Ontario. En 1692 y 1693 planeó nuevamente atacar la factoría de York, pero en ambas oportunidades los barcos necesarios no estuvieron disponibles. Recién en 1694 pudo capturar la factoría. Los ingleses recapturaron Fort Albany en 1693 y la factoría de York en 1695. En 1695 y 1696 se estuvieron realizando incursiones costeras. En la primavera de 1696, llevó de Francia a Nueva Francia a tres buques, enviando uno a Quebec y conduciendo los otros dos en ayuda del gobernador de Acadia, Joseph Robineau de Villebon, a quien los ingleses estaban bloqueando en la desembocadura del río Saint John, en la bahía de Fundy. Capturó un buque enemigo e hizo que los otros dos escaparan. Navegó luego unos 300 km al oeste y capturó el establecimiento inglés más septentrional de Nueva Inglaterra (Sitio de Pemaquid). En 1697 Iberville capturó por tercera vez la factoría de York, después de ganar la batalla de la bahía de Hudson, su batalla más heroica. La estación estaba muy avanzada para capturar Fort Albany, por lo que dejó la bahía de Hudson donde nunca más retornó. La factoría de York continuó siendo francesa hasta 1713.

## Campaña contra Terranova
En 1695, Iberville recibió del gobernador de Nueva Francia, Louis de Buade de Frontenac, la orden de atacar las fortificaciones inglesas sobre las costas del Atlántico, de Fuerte William Henry (en la frontera entre las colonias británicas de Nueva Inglaterra y francesa de Acadia y en San Juan de Terranova. En la primavera de 1696, luego de destruir Fort William Henry, cruzó de Nueva Francia continental a la isla de Terranova con una flota de tres navíos hasta la capital francesa de esta isla, Plaisance o Placentia. Francia e Inglaterra tenían un acuerdo de pesca para la explotación de las pesquerías de los Grandes Bancos de Terranova. Sin embargo, con la guerra de la Liga de Augsburgo o guerra de los Nueve Años, se encontraban en bandos beligerantes opuestos. La misión militar principal de Iberville era expulsar a los ingleses de Terranova y Labrador.
Iberville y sus soldados dejaron Plaisance el 1 de noviembre de 1696 se dirigieron por tierra a Ferrillon (la actual Ferryland), en la península de Avalon, a unos 80 km más al sur de la ciudad de San Juan de Terranova que tenía que atacar. Nueve días más tarde, habiendo reunido a sus soldados y marinos, atacó la capital inglesa, que se rindió nueve días después, el 30 de noviembre de 1696. Luego de incendiar San Juan, Iberville y sus canadienses destruyeron casi por completo todas las ciudades y puertos pesqueros ingleses de la costa oriental de Terranova. Iberville enviaba pequeños grupos de soldados a atacar las ciudades inglesas escondidas en el fondo de las bahías, quemando y pillando las poblaciones y tomando prisioneros. Al terminar la expedición, en marzo de 1697, no les quedaban a los ingleses más que dos ciudades, Bonavista y Carbonear. Durante este período de cuatro meses de ofensiva, Iberville hizo destruir 36 colonias inglesas: esta campaña fue la más importante y en la que más daño causó a su enemigo. Antes de que pudiese consolidar su dominio de Terranova, fue dirigido, el 18 de mayo de 1697, hacia el norte, para capturar nuevamente la factoría York, en el verano de 1697. Poco después de su partida, los ingleses llegaron a Terranova con 2.000 hombres y restablecieron su posición allí. Las hostilidades finalizaron con el Tratado de Ryswick en septiembre de 1697.

### Fundación de la Luisiana

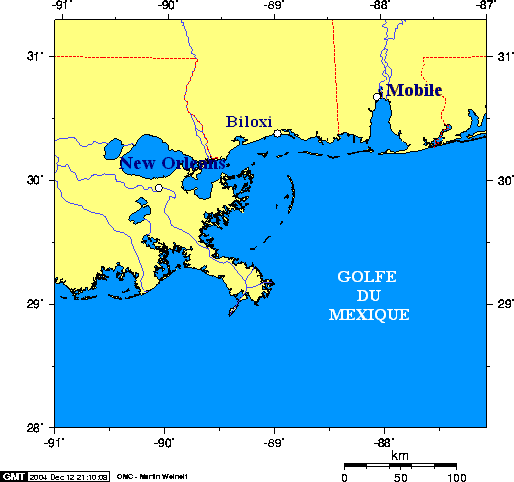
Región explorada por d'Iberville (en rojo los límites de los actuales estados)

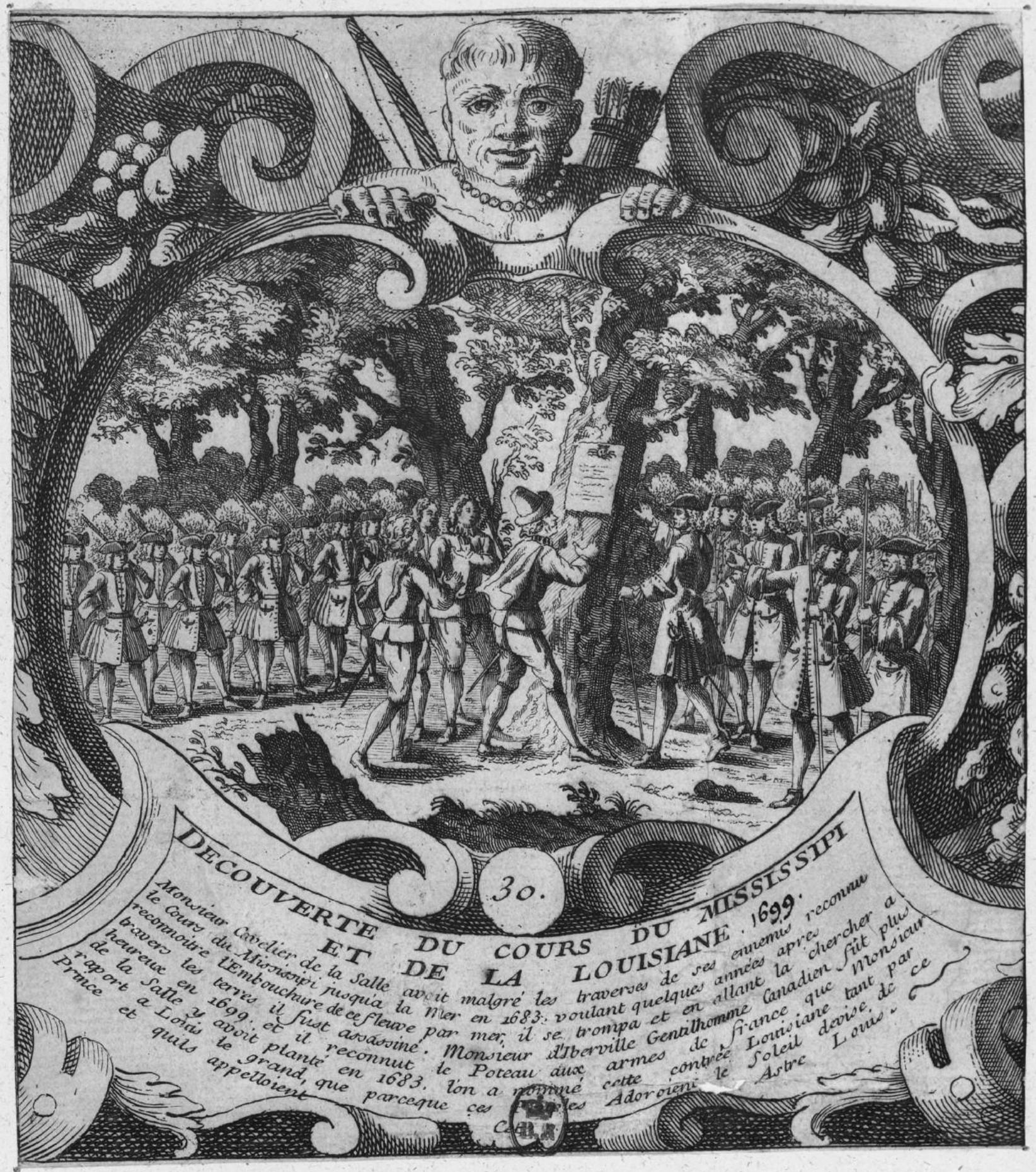
Estampa de 1699 recordando la exploración del Misisipi y la fundación de la Luisiana por Cavelier de la Salle y d'Iberville.

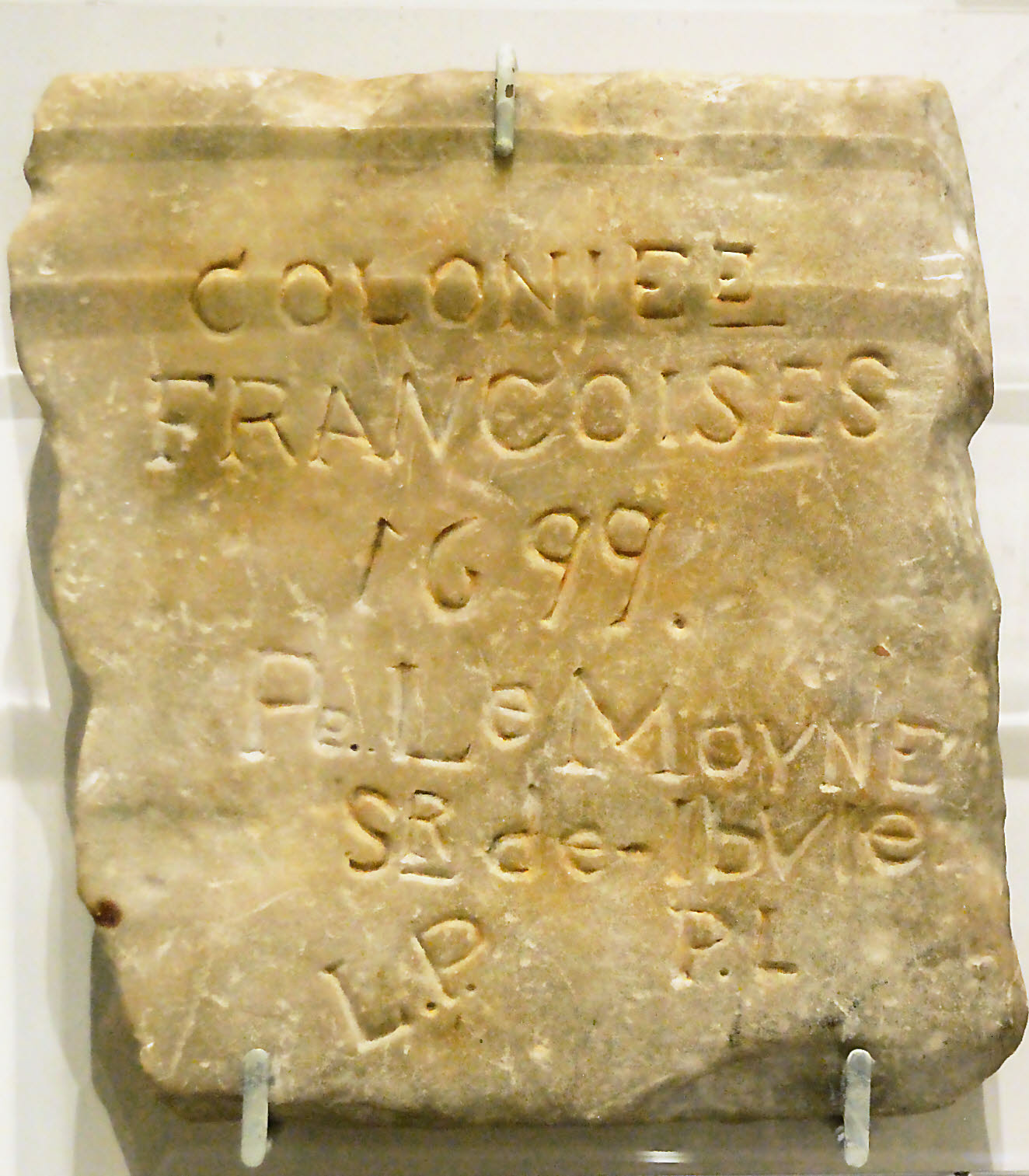
Placa de Pierre Le Moyne para marcar el primer establecimiento permanente en la Luisiana en Biloxi.

D'Iberville fue a Francia en 1697. Expresó su desaliento ante esas victorias efímeras, por espectaculares que fueran. Incluso escribió al rey: «Señor, estoy cansado de conquistar la bahía de Hudson». D'Iberville presentó memorias y escribió al ministro para compartir su idea de establecer un imperio francés. Pero Louis II Phélypeaux de Pontchartrain, entonces ministro de la Marina y las colonias, tenía otros planes para él a corto plazo. 
En 1682, René Robert Cavelier de La Salle había sido el primer europeo en viajar desde los Grandes Lagos hacia el sur, siguiendo el curso del río Misisipi, hasta su desembocadura en el golfo de México (1680-1682), una región a la que llamó la Luisiana. Regresó en 1684, con el título de gobernador de Luisiana al frente de una gran expedición de cuatro barcos y 300 colonos, incluyendo militares, con el fin de establecer una colonia francesa en esa desembocadura. Fracasó ya que no logró dar con ella por mar al no poder estimar la longitud, fundado en cambio  el fuerte Saint-Louis, cerca de Victoria (Texas), a unos 600 km al oeste del Misisipi .  Desde inicios de los años 1690, los franceses soñaban con consolidar un gran imperio que uniese las cuencas del río San Lorenzo y del río Misisipi, confinando así a los ingleses en la costa este de América del Norte. Esto presentaba inconvenientes diplomáticos porque España consideraba la costa del golfo como una pertenencia suya, aunque no había sido ocupada. Pontchartrain encomendó a Iberville la tarea de identificar la verdadera boca del río Misisipi en el golfo de México; debía de elegir un buen lugar que pudiera ser defendido por unos pocos hombres y construir allí un fuerte que bloqueara el acceso al río por otras naciones. Para Francia, sería también una oportunidad de consolidar sus vínculos con las naciones indígenas que vivían en el valle del Misisipi. lo que le permitiría además colonizar la Luisiana.
Enfermo, d'Iberville, sin embargo, cumplió con los deseos del ministro. Se embarcó en particular con su hermano Jean-Baptiste Le Moyne de Bienville, que solamente tenía diecisiete años. La escuadra francesa, formada por La Badine, el Cheval Marin y el Français, salió de Brest (Finisterre) el 24 de octubre de 1698 y llegó a la recién establecida (1697) colonia francesa de Saint-Domingue  el 4 de diciembre siguiente. D'Iberville continuó su viaje  y tras tres meses de navegación, el 25 de enero de 1699, llegó a la isla Santa Rosa (Florida), frente a Pensacola, entonces una ciudad española. No pudo atracar ya que los barcos españoles se lo impedían. Dejó anotado: «Voy a rodear la bahía donde estoy, y visitar la costa hasta el río Palisade que es el Mississippi, que puede estar a quince o veinte leguas de aquí. Los españoles dicen que no tiene entrada, cosa que yo no creo».
Prosiguió luego viaje hasta la bahía de Mobile, y comenzó a explorar la isla Massacre, llamada más tarde isla Dauphin. Se detuvo el 13 de febrero de 1699 entre las islas Cat y Ship. Desembarcaron de los barcos en la actual isla Ship y continuaron su exploración en embarcaciones más pequeñas y luego a través del continente. En marzo de 1699 penetró en el delta del río Misisipi. Los franceses acabaron atravesando «la palissade» (empalizada).  Viajaron por el país de los houmas y encontraron gracias a ellos las huellas de la expedición de Cavelier de La Salle, llegando a Bayougoula, un poblado chocta. D'Iberville y sus hombres vieron dos lagos al este. Fueron nombrados como Maurepas y Pontchartrain. Pierre sabía que había triunfado donde sus predecesores habían fracasado: había encontrado la desembocadura del Misisipi.
Habiendo cumplido su primera misión y no habiendo encontrado en el delta un punto adecuado para construir un fuerte, estableció un puesto comercial entre los biloxis, que Iberville llamó por ellos Biloxi. El 1 de mayo de 1699 construyó un fuerte provisional, Fort Maurepas, al noreste de la bahía de Biloxi (cerca de la actual ciudad de Ocean Springs). Plantó la bandera francesa. Luego, el 3 de mayo, d'Iberville zarpó de nuevo para regresar a Francia habiendo dejado allí una guarnición de 81 hombres, entre ellos a su hermano Jean-Baptiste.
En Francia recibió la Cruz de San Luis, siendo el primer canadiense en recibir ese honor militar, creado en 1693.Tras los reconocimientos, d'Iberville presentó un informe en el que recomendaba la colonización y explotación de la Luisiana. Para él se trataba sobre todo de contrarrestar la expansión inglesa hacia Occidente. De lo contrario, predecía que: «en menos» de cien años, [la colonia inglesa] será lo suficientemente fuerte como para apoderarse de toda América y expulsar a todas las demás naciones». D'Iberville también insistió en la importancia de incrementar las alianzas con los nativos para desarrollar el comercio de pieles en Luisiana y animar a los coureurs des bois a trasladarse allí. El nuevo ministro Jérôme Phélypeaux de Pontchartain, hijo del anterior, lo escuchó y lo equipó, y en octubre de 1699 partió para otro viaje de exploración. Pontchartrain le escribió antes de su partida y le trazó una serie de objetivos en materia de recursos naturales.

(...) estudiará los recursos del país y, en particular, si es posible obtener lana de los bueyes del país. Traerá algunas pieles e incluso algunos animales vivos si puede. Dicen que hay moreras; si esto es así, se darán cuenta si la cría de gusanos de seda no podría hacerse de manera rentable. Estudiará el país desde el punto de vista de las minas.
(...) étudiera les ressources du pays, et particulièrement, s'il est possible de tirer de la laine des bœufs du pays. Il en apportera quelques peaux et même quelques bêtes vivantes s'il le peut. On dit qu'il y a des mûriers; s'il en est ainsi, se rendra compte si l'élevage des vers à soie ne pourrait pas se faire avec profit. Étudiera le pays au point de vue des mines

Pontchartrain le pidió que realizara este viaje de exploración evitando en la medida de lo posible indisponer o atacar a ingleses y españoles. 

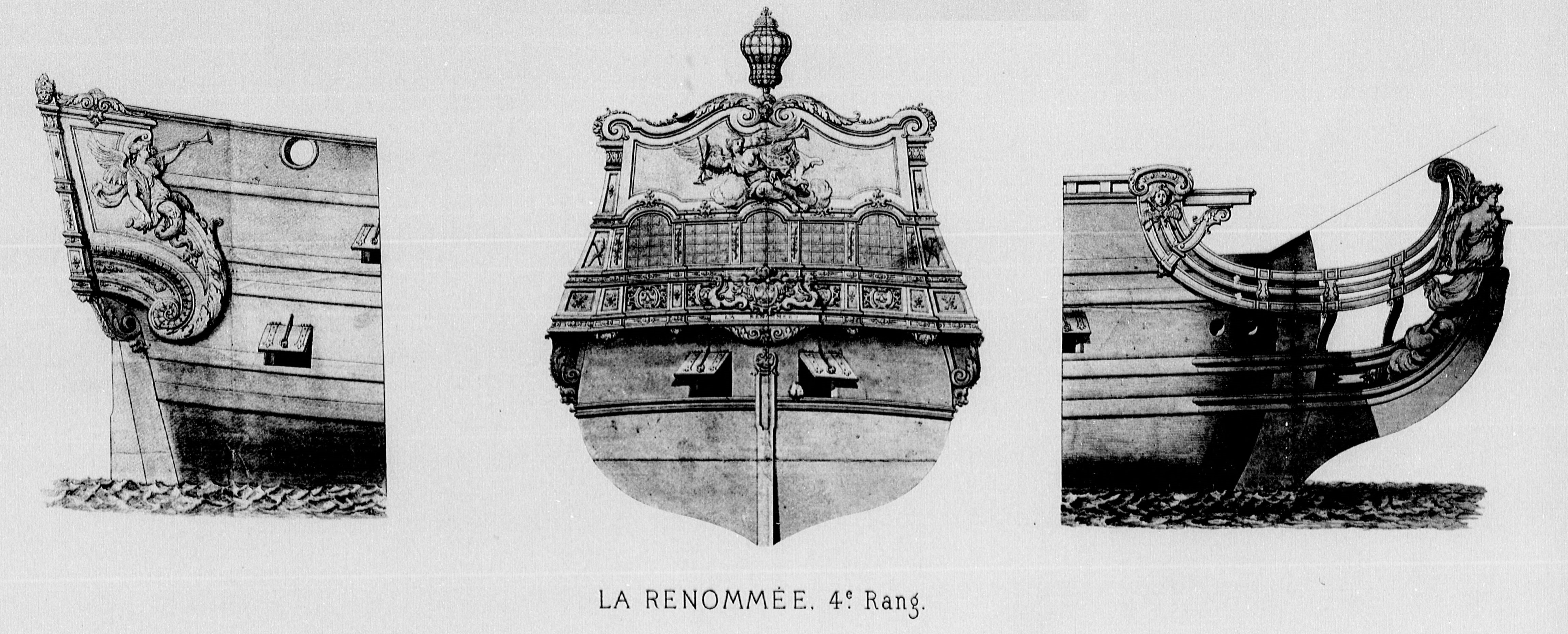
La Renommée, fragata de 46 cañones armada para la expedición de d'Iberville desde Francia hasta la desembocadura del río Misisipi, en el golfo de México.

Llegó a Biloxi en enero de 1700. Luego construyó el definitivo fuerte Maurepas o Fort Louis de la Louisiane unos 80 kilómetros más hacia el norte sobre el mismo Misisipi, antes de regresar a Francia. En el camino, se detuvo en la entonces colonia inglesa de New York para vender allí las pieles que le habían regalado los coureurs des bois. Con el paso de los años, d'Iberville también adquirió plantaciones de cacao en Santo Domingo. Explotadas por una mano de obra esclava, su negocio le permitió acumular grandes sumas. En su ausencia, fue su hermano menor, Gabriel Le Moyne d'Assigny, quien lo dirigió.
Durante esta estancia en Francia, d'Iberville tuvo la oportunidad de reiterar sus argumentos en los gabinetes ministeriales: Francia debía desarrollar y poblar Luisiana sin demora para poner fin a la expansión inglesa en el Oeste. En ese momento comenzó a experimentar problemas de salud, particularmente fiebres. D'Iberville todavía salió de La Rochelle en un tercer viaje con tres barcos, el 29 de septiembre de 1701. Recibió el mando de La Renommée.  Estaba enfermo cuando  regresó a la Luisiana. No se dejó vencer y, con la ayuda de su hermano Jean-Baptiste, fundó el Fuerte Saint-Louis en  Mobile (ahora estado de Alabama), cerca del río del mismo nombre, en 1702. En esta región, Henri de Tonti le ayudó a establecer buenas relaciones con los pueblos indígenas. En abril de 1702, d'Iberville regresó a Francia una vez más. La salud del ya rico cuarentañero era cada vez más preocupante. Dejó la responsabilidad de Mobile a su hermano  Jean-Baptiste Le Moyne de Bienville, quien diecisiete años después, en 1719, fundará Nueva Orleans. Allí dejó también a ciento treinta personas, entre ellas sesenta coureurs des bois. D'Iberville, siempre deseoso de consolidar la población de Luisiana, hizo comprender al secretario de Estado de Marina la necesidad de enviar mujeres allí. De hecho, este último se encargó de que se enviaran 23 muchachas francesas en 1704.

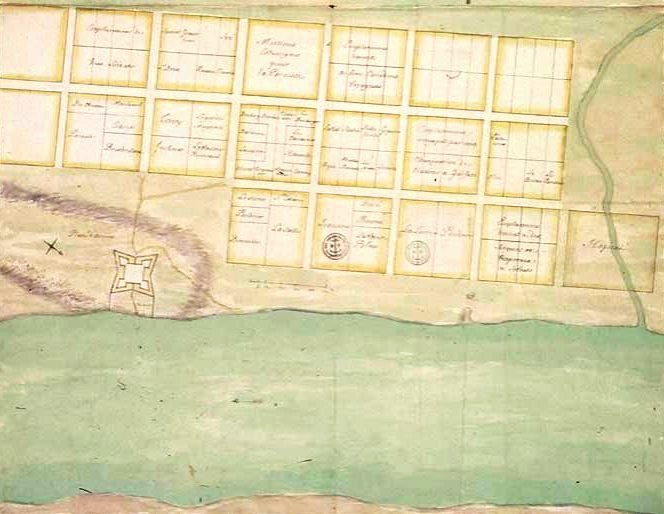
D'Iberville y su hermano de Bienville fundaron Fort Louis de La Mobile en 1702. Este mapa fue elaborado por Charles Levasseur en la misma época.

## Últimos años y muerte

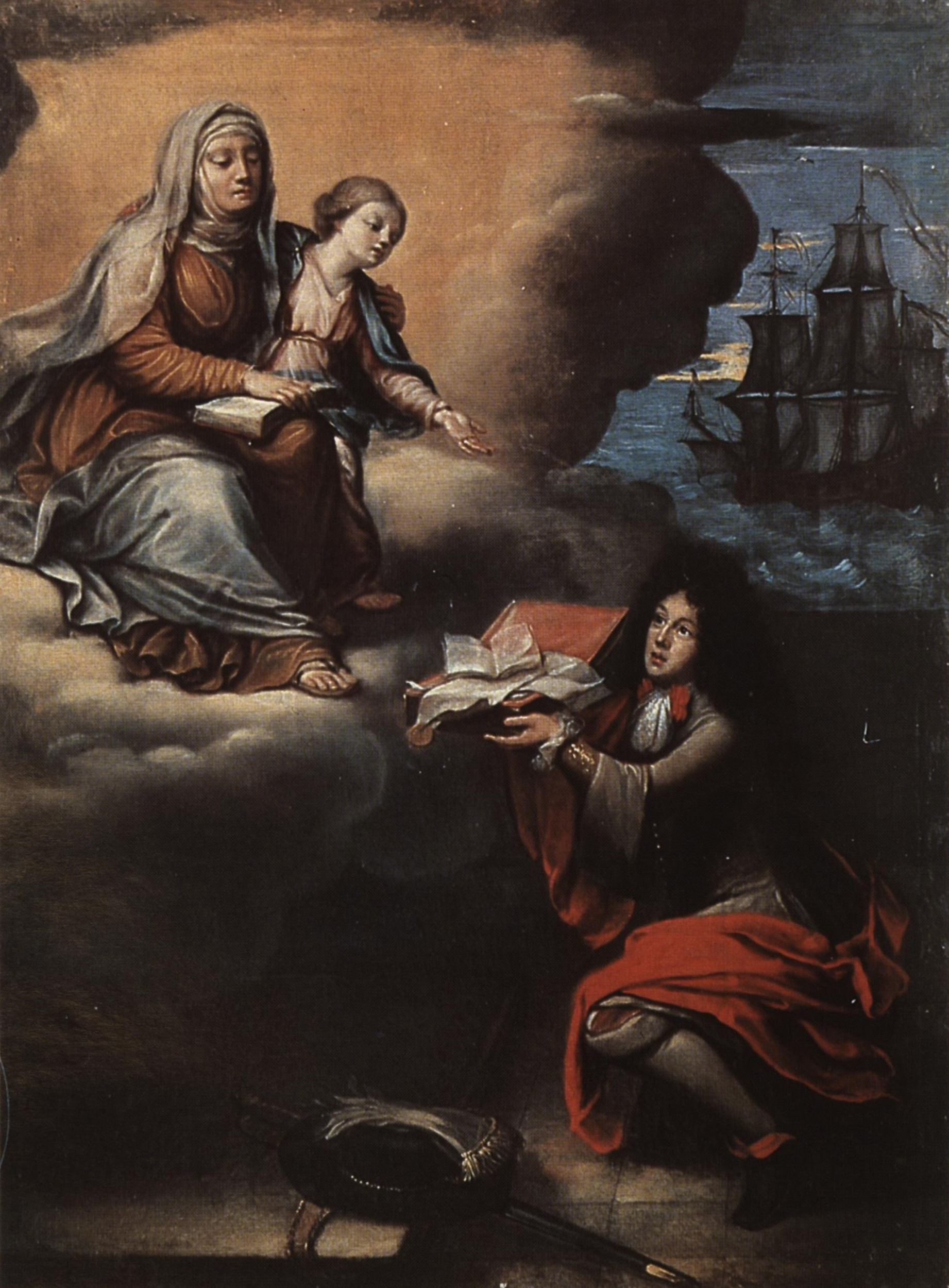
Ex-voto llamado Pierre Le Moyne d'Iberville, de artista desconocido (1698 a 1700). Musée Historial, Saint-Anne-de-Beaupré.

En 1702, Francia e Inglaterra estaban nuevamente en guerra (guerra de sucesión española, 1701-1714). Iberville había contraído malaria en las costas del golfo de México, con lo que su salud declinaba. A comienzos de 1706, dejó Francia al mando de doce buques y se dirigió a las Antillas, donde tomó la isla inglesa de Nevis. Se dirigió luego a La Habana donde participó en el planeamiento de la expedición contra Charles Town, cuando súbitamente murió el 9 de julio de 1706, a bordo del Juste. Fue enterrado el mismo día en la iglesia de San Cristóbal de La Habana. Posteriormente, sus restos fueron trasladados al Palacio de los Capitanes Generales, que hoy es museo de la ciudad de La Habana, donde puede verse su piedra tumbal.
El señor de Iberville fue quizás el primer gran militar nacido en Canadá. Los estudiosos del arte militar pueden ver su carrera como una muestra de la importancia de explotar las victorias, puesto que Iberville ganó todas sus batallas pero pocas veces consolidó aquello que había ganado.

## Vida personal

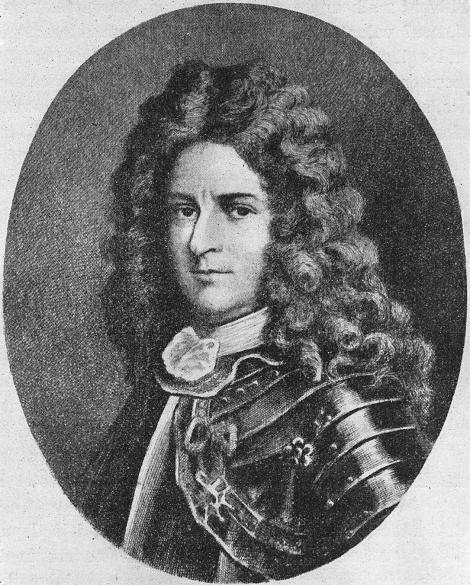
Retrato de Pierre Le Moyne d'Iberville, ca. 1702.
(aparecido en Narrative and Critical History of America: The English and French in North America 1689-1763, Justin Winsor, ed., 1887, Volumen V)

Los tutores de una cierta Jeanne-Geneviève Picoté de Belestre intentaron contra Iberville una acción en reconocimiento de paternidad. La mujer lo acusaba de haberla seducido, de haberle prometido matrimonio y afirmaba que Iberville era el padre del hijo que esperaba. A pesar de la influencia considerable de la familia de Iberville en la colonia, del prestigio personal de que él gozaba luego de la campaña de la bahía de James y de la intervención del gobernador Brisay de Denonville, el Consejo soberano lo declaró culpable en octubre de 1688 y le ordenó asegurar la subsistencia de la criatura, que resultó ser una niña, hasta los 15 años. Con el fin de salvar su reputación comprometida, la señorita de Picoté de Belestre deseaba que Iberville la desposase, pero éste no fue obligado a hacerlo.
Iberville contrajo finalmente matrimonio con Marie-Thérèse Pollet, el 8 de octubre de 1693, después de un noviazgo de muchos años. Ella era hija de François Pollet de La Combe-Pocatière (muerto en 1672, quien había llegado a Nueva Francia en 1665 como parte del regimiento de Carignan-Salières) y de Marie-Anne Juchereau de Saint-Denis. En el momento de su matrimonio con Iberville, tenía 21 años y estaba bien considerada.

## Reconocimientos

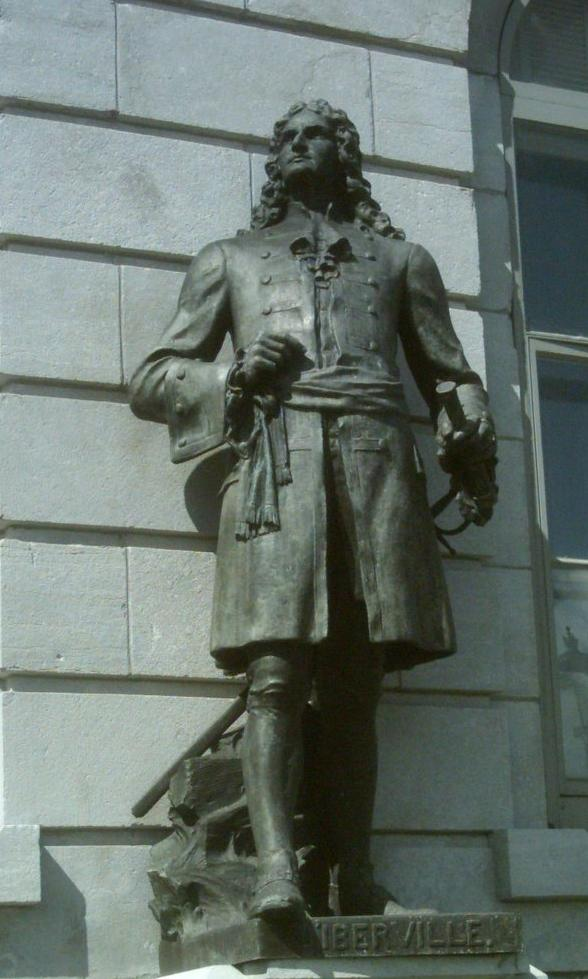
Escultura del señor de Iberville en el Parlamento de Quebec.

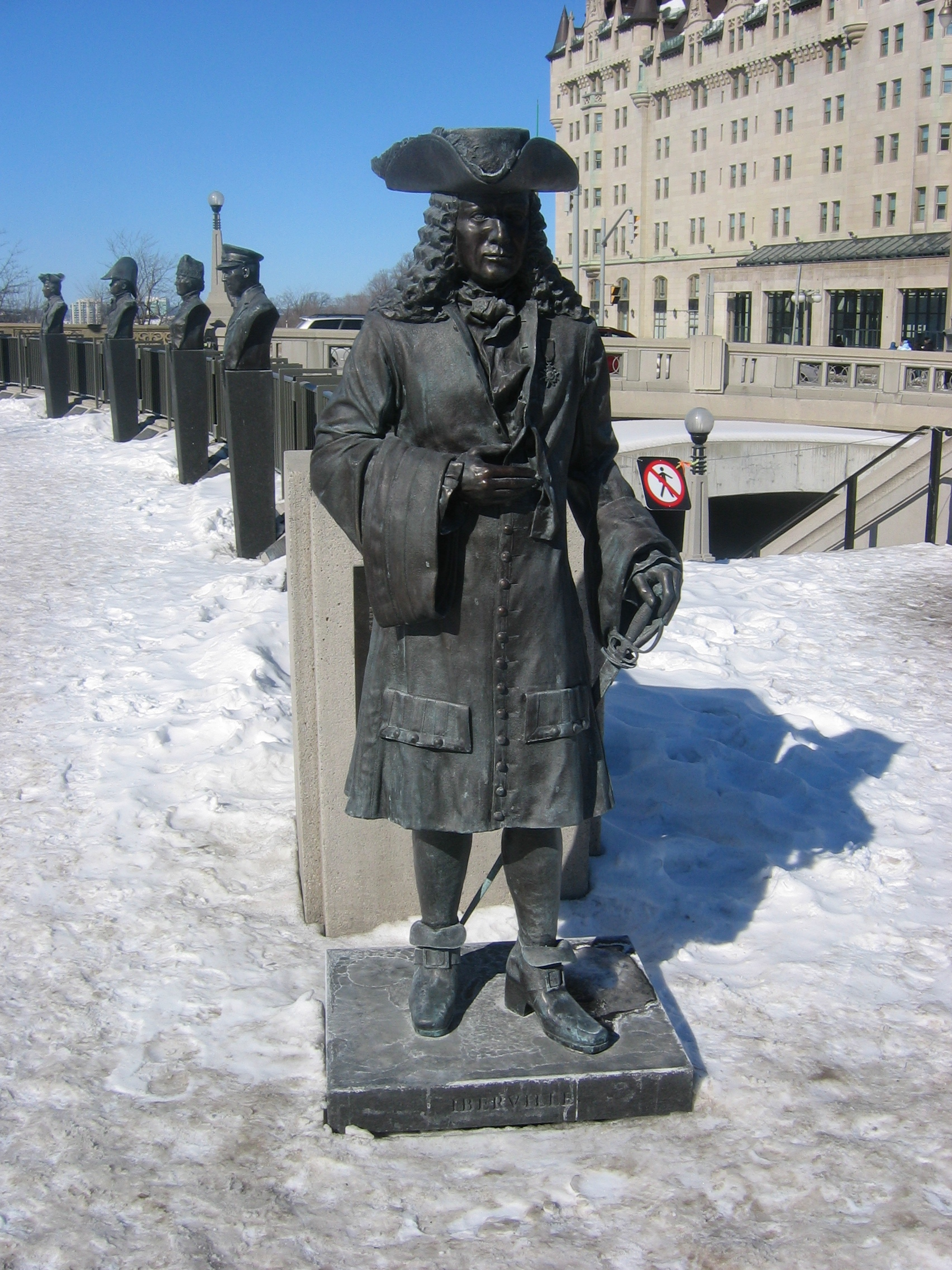
Estatua de Pierre LeMoyne d'Iberville, en el Valiants Memorial, Ottawa

Pierre Le Moyne, señor de Iberville, fue nombrado caballero de la Orden de San Luis. Se han erigido muchos monumentos en las zonas en las que estuvo activo y los siguientes lugares y obras han recibido el nombre de Iberville en su honor:
- Ciudades:

- Iberville,  una pequeña ciudad de unos 10000 hab. en 2006 en la provincia de Quebec, Canadá, hoy un distrito de Saint-Jean-sur-Richelieu.
- D’Iberville, una pequeña ciudad de unos 9500 hab. en 2010 en el estado de Misisipi, Estados Unidos de América.

- Calles y avenidas:

- La avenida Iberville, ubicada en Shawinigan, Quebec.
- La calle Iberville y la adyacente estación del subterráneo de Montreal, Quebec.
- La calle d’Iberville en Chicoutimi, localidad hoy parte de la ciudad de Saguenay, Quebec
- La calle Iberville en Nueva Orleans, Luisiana

- Colegios y escuelas:

- un colegio universitario en Longueuil, Quebec, sobre la costa sur de Montreal.
- una escuela secundaria en Rouyn-Noranda, Quebec.

- Barcos :

- el aviso (buque) francés “D’Iberville”, uno de los primeros contra-torpederos franceses.
- un velero colonial francés hundido en el puerto de Tolón el 27 de noviembre de 1942.
- un rompehielos de la Guardia Costera Canadiense.

- Otros:

- un distrito electoral provincial en Quebec.
- el monte d’Iberville, también conocido como monte Caubwick, con 1652 m, la montaña más elevada de la provincia de Quebec.
- la parroquia homónima de Luisiana, Estados Unidos de América.
- “D’Iberville”, una serie de TV de 39 episodios de Radio-Canada de 1967 a 1968.